# Myanmar tại Đại hội Thể thao Đông Nam Á 2021
Myanmar tham gia tranh tài tại Đại hội Thể thao Đông Nam Á 2021 tại Hà Nội, Việt Nam. Ban đầu dự kiến diễn ra vào năm 2021, Đại hội đã bị hoãn lại và dời lịch từ ngày 12 tháng 5 đến ngày 23 tháng 5 năm 2022, do đại dịch COVID-19. Ủy ban Olympic Myanmar sẽ cử đoàn thể thao Myanmar tham gia thi đấu trong 20 môn thể thao.